# كأس العالم لدوري الرجبي للسيدات
كأس العالم لدوري الرغبي للسيدات هو بطولة دولية في دوري الرغبي، تتنافس فيها الفرق الوطنية للسيدات التابعة للاتحاد الدولي لدوري الرغبي (آي آر إل). تقام هذه البطولة منذ عام 2000 وتم دمجها في مهرجان كؤوس العالم في عام 2008 حتى عام 2017 عندما أصبحت حدثًا رئيسيًا إلى جانب بطولة الرجال. في الصيغة الحالية، يتم تقسيم ثمانية فرق إلى مجموعتين من أربعة فرق، حيث تتأهل الفرق الأولى والثانية في كل مجموعة إلى نصف النهائي.
طوال النسخ الست، تم الفوز بكأس العالم لدوري الرغبي للسيدات من قبل فريقين. نيوزيلندا فاز ثلاث مرات بينما أستراليا فاز باللقب أيضاً ثلاث مرات، بما في ذلك الأحدث (2021).

## التاريخ

### الخلفية
لقد تم لعب دوري الركبي للسيدات في كل من أوقيانوسيا والمملكة المتحدة لعدة سنوات، ولكن لم يكن ذلك حتى عام 1985 في بريطانيا و1993 في أستراليا ونيوزيلندا حيث تأسست منظمات وهيئات حاكمة للسيدات فقط، وفي حين اعترف دوري الركبي لكرة القدم بالنساء البريطانيات في عام 1985، استغرقت الأمر خمس سنوات أخرى لدوري الركبي الأسترالي للاعتراف رسميًا بدوري الركبي للسيدات الأسترالي. تم الاعتراف رسميًا بدوري الركبي للسيدات في نيوزيلندا من قبل الهيئة الحاكمة دوري الركبي النيوزيلندي Inc في 1995. وهذا جزئيًا هو السبب في عدم إقامة كأس عالم للسيدات حتى عام 2000 عندما اجتمعت هذه المنظمات معًا لتنظيمه.

### البطولات

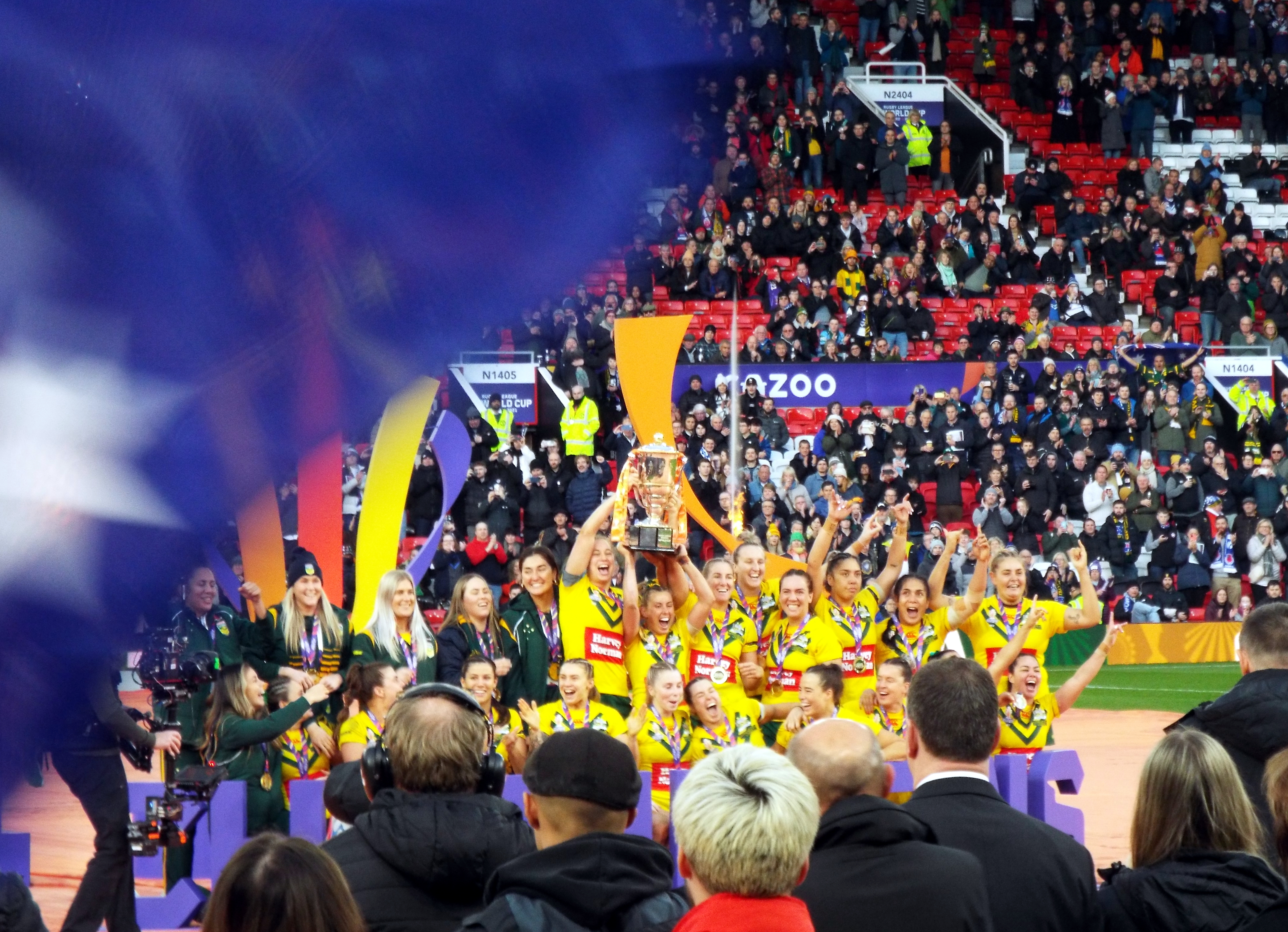
أستراليا بعد الفوز بكأس العالم لدوري الرغبي 2021

أقيمت كأس العالم 2000 في إنجلترا. وقد تنافس في النهائي كل من بريطانيا العظمى ونيوزيلندا حيث تُوجت نيوزيلندا بطلاً بنتيجة 26–4.
تمت استضافة كأس العالم 2003 في ألباني، نيوزيلندا وشارك فيه فرق من أستراليا، بريطانيا العظمى، توكيلاو، تونغا، جزر كوك، نييوي، ساموا، نيوزيلندا الماوري ونيوزيلندا. وفي النهاية، فازت نيوزيلندا بالبطولة بعد تغلبها على نيوزيلندا الماوري بنتيجة 58–0. اجتازت نيوزيلندا البطولة دون هزيمة وسجل ضدها فقط أربع نقاط.
كان كأس العالم 2008 قد أُقيم في أستراليا، حيث جرت جميع المباريات في ملعب صن شاين كوست باستثناء المباراة النهائية التي أُقيمت في لانغ بارك في بريزبان. شاركت فرق من أستراليا، نيوزيلندا، إنجلترا، ساموا، تونغا، جزر المحيط الهادئ، فرنسا وروسيا في البطولة. وكانت هذه أول بطولة لا تشارك فيها بريطانيا العظمى، حيث أخذت إنجلترا مكانها. كما كانت أول بطولة تشهد وجود أكثر من فريق واحد من أوروبا بوجود فرنسا وروسيا. وحتى هذا التاريخ، كانت هذه هي البطولة الوحيدة التي شاركت فيها روسيا. فازت نيوزيلندا بكأس العالم 2008 بفوزها على أستراليا 34-0 في المباراة النهائية. حتى هذه النقطة، كانت نيوزيلندا قد فازت بجميع بطولات العالم الثلاث التي أُقيمت.
كأس العالم 2013 عقد في إنجلترا مع كون جميع الأماكن الأربعة في منطقة غرب يوركشير. في البطولة، تم تقليص عدد الفرق من ثمانية إلى أربعة فقط بمشاركة أستراليا، نيوزيلندا، إنجلترا وفرنسا. أداء فرنسا كان ضعيف بشكل خاص في المنافسة، حيث استقبلت 202 نقطة في مبارياتهم الثلاث وسجلت فقط 4 نقاط. أقيمت المباراة النهائية في ملعب هيدينغلي، ليدز وجرت بين أستراليا ونيوزيلندا. فازت أستراليا بنتيجة 22–12 لتحقق فوزها بأول كأس للعالم.
تم إقامة كأس العالم لعام 2017 في أستراليا، مع كل المباريات في Endeavour Field في كرونولا، نيو ساوث ويلز باستثناء النهائي، الذي عُقد في لانغ بارك في بريزبين، كوينزلاند. تم زيادة عدد الفرق من البطولة السابقة إلى 6. رغم مشاركتها في البطولتين السابقتين، لم تشارك فرنسا، مما جعل إنجلترا الممثل الوحيد لأوروبا. بمشاركة كندا لأول مرة في تاريخ البطولة، أصبحت أول فريق من أمريكا الشمالية يشارك. أدت كندا أداءً جيدًا، حيث هزمت بابوا غينيا الجديدة ووصلت إلى نصف النهائي، وخسرت في النهاية 58–6 أمام أستراليا. لأول مرة، أُقيم النهائي كحدث مزدوج مع نهائي كأس العالم للرجال حيث دافعت أستراليا عن لقبها بفوزها على نيوزيلندا بنتيجة 23–16.
في 18 يوليو 2019، تم الإعلان عن الفرق المشاركة في كأس العالم 2021 وتم توسيع البطولة مرة أخرى لتشمل ثمانية فرق. وقد لعبت البطولة بالتزامن مع منافسات الرجال وكأس الكراسي المتحركة وأقيمت في إنجلترا. وقد شاركت فرق من إنجلترا، فرنسا، أستراليا، نيوزيلندا، جزر كوك، بابوا غينيا الجديدة، كندا والبرازيل في البطولة. ولأول مرة، ستشارك فرق من أربع قارات مختلفة في المنافسة. وسيشارك لأول مرة فريق من أمريكا الجنوبية في أي كأس عالم للرغبي بفضل مشاركة البرازيل. وللمرة الأولى، ستبث جميع مباريات البطولة على الهواء مباشرة.
في مايو 2023، انسحبت فرنسا من استضافة كأس العالم 2025. ونتيجة لذلك، أُعلن في أغسطس تأجيل البطولة حتى 2026. خلال هذا الإعلان، أوضحت رابطة الرجبي الدولية أن 2026 سيكون آخر كأس عالم يُقام بجانب بطولة الرجال، وابتداءً من 2028 ستكون بطولة السيدات حدثاً خاصاً بها.

## التنسيق
في 2000 شاركت ثلاث فرق. كان هناك نية أن يشارك نيوزيلندا ماوري كفريق رابع، ومع ذلك لم يحدث هذا. في 2003 شارك تسعة فرق، في البداية في ثلاث مجموعات تتكون كل واحدة من ثلاثة فرق. تقدمت الفرق الأولى والثانية في كل مجموعة إلى المرحلة الثانية، حيث تم تقسيم الفرق الستة إلى مجموعتين. الفرق الثلاثة الأدنى من المرحلة الأولى لعبت مباريات للمركز الشرفي بطريقة الدوران. بعد المرحلة الثانية، دخل الفريقان الأول والثاني من كل مجموعة في المرحلة الثانية الدور نصف النهائي.
في عام 2008، تم تقسيم الفرق الثمانية إلى مجموعتين من أربعة فرق، حيث تقدم الفريقان الأعلى ترتيبا من كل مجموعة إلى الدور نصف النهائي والنهائي. في بطولة 2013، تم تغيير الشكل بحيث تم تقليص عدد الفرق إلى أربعة، مما يعني أنه كان هناك مجموعة واحدة فقط مع تأهل الفريقين الأعلى ترتيبا للنهائي. النسخة التالية شهدت العودة إلى الشكل ذو المجموعتين حيث تم تقسيم الفرق الستة إلى مجموعتين من ثلاثة فرق مع لعبة بين المجموعتين حتى يلعبوا ثلاث مباريات كما في البطولات السابقة. سيتم إعادة الدور نصف النهائي لهذه البطولة مع استبعاد الفريق الأدنى ترتيبا في كل مجموعة في المرحلة الأولى.

## النتائج
| السنة | المضيف          |             | النهائي                           | النهائي                                         | النهائي                                                        |                                                                | مباراة تحديد المركز الثالث/نصف النهائي الخاسر                  | مباراة تحديد المركز الثالث/نصف النهائي الخاسر | مباراة تحديد المركز الثالث/نصف النهائي الخاسر |  | عدد الفرق |
| السنة | المضيف          | الفائز      | النتيجة والمكان                   | الوصيف                                          | المركز الثالث                                                  | النتيجة                                                        | المركز الرابع                                                  |                                               |                                               |  | عدد الفرق |
| 2000  | المملكة المتحدة | · نيوزيلندا | 26–4 وايلدرسبول، وارينغتون        | · بريطانيا العظمى                               | · أستراليا                                                     | · أستراليا                                                     | · أستراليا                                                     | 3                                             |                                               |  |           |
| 2003  | نيوزيلندا       | · نيوزيلندا | 58–0 ملعب الميناء الشمالي، ألباني | قالب:بيانات بلد ماوري نيوزيلندي ماوري نيوزيلندي | قالب:Rlw-l و قالب:Rlw-l                                        | قالب:Rlw-l و قالب:Rlw-l                                        | قالب:Rlw-l و قالب:Rlw-l                                        | 9                                             |                                               |  |           |
| 2008  | أستراليا        | · نيوزيلندا | 34–0 لانغ بارك، بريزبان           | · أستراليا                                      | · إنجلترا                                                      | 24–0 ستوك لاند بارك، صن شاين كوست                              | جزر الباسيفيك                                                  | 8                                             |                                               |  |           |
| 2013  | إنجلترا         | · أستراليا  | 22–12 هيدينغلي، ليدز              | · نيوزيلندا                                     | · إنجلترا                                                      | 54–0 ملعب ساوث ليدز، ليدز                                      | · فرنسا                                                        | 4                                             |                                               |  |           |
| 2017  | أستراليا        | · أستراليا  | 23–16 لانغ بارك، بريزبان          | · نيوزيلندا                                     | قالب:Rlw-l و قالب:Rlw-l                                        | قالب:Rlw-l و قالب:Rlw-l                                        | قالب:Rlw-l و قالب:Rlw-l                                        | 6                                             |                                               |  |           |
| 2021  | إنجلترا         | · أستراليا  | 54–4 ملعب أولد ترافورد، مانشستر   | · نيوزيلندا                                     | قالب:Rlw-l و قالب:بيانات بلد غينيا الجديدة بابوا غينيا الجديدة | قالب:Rlw-l و قالب:بيانات بلد غينيا الجديدة بابوا غينيا الجديدة | قالب:Rlw-l و قالب:بيانات بلد غينيا الجديدة بابوا غينيا الجديدة | 8                                             |                                               |  |           |
| 2026  | أستراليا        | حدث مستقبلي | حدث مستقبلي                       | حدث مستقبلي                                     | حدث مستقبلي                                                    | حدث مستقبلي                                                    | حدث مستقبلي                                                    | 8                                             |                                               |  |           |

### الملخص
كانت أستراليا ونيوزيلندا الفرق الأكثر نجاحًا في تاريخ البطولة، حيث فازتا بجميع بطولات كأس العالم الست التي أقيمت بينهما، حيث فازت أستراليا في البطولات الثلاث الأخيرة متغلبة على نيوزيلندا في كل من النهائيات الثلاث. في اثنتين من النهائيات (2005، 2008) كانت نيوزيلندا تمنع حتى خصومها من التسجيل، حيث شهد نهائي 2005 تدمير الفريق الماوري النيوزيلندي بفارق 58 نقطة. تم سحق نيوزيلندا بدورها بنتيجة 54 - 4 من قبل أستراليا في نهائي 2022.
في أول بطولتين لكأس العالم، تنافست الدول المستضيفة كممثلين عن بريطانيا العظمى تمامًا كما فعلوا في بطولة الرجال المماثلة حتى توسع المنافسة في عام 1995. منذ ذلك الحين، تنافست إنجلترا في مكان بريطانيا العظمى. تعتبر بطولة 2005 الوحيدة التي لم تُجرى بجانب بطولة الرجال، حيث أُقيمت جميع البطولات الأخرى في نفس الوقت واستخدمت بعض نفس الملاعب. كان النهائي لعام 2017 مهمًا لأنه كان أول نهائي يُلعب كمقدمة لنهائي الرجال، حيث أُقيم هذا النهائي في ملعب سانكورب، بريزبان.
| الفريق                                              | الألقاب              | الوصيفون             | الخاسرون في نصف النهائي    |
| --------------------------------------------------- | -------------------- | -------------------- | -------------------------- |
| قالب:Rlw-l                                          | 3 (2000، 2003، 2008) | 3 (2013، 2017، 2021) |                            |
| قالب:Rlw-l                                          | 3 (2013، 2017، 2021) | 1 (2008)             | 2 (2000، 2003)             |
| قالب:Rlw-l                                          |                      | 1 (2000)             |                            |
| قالب:بيانات بلد نيوزيلندا الماوري نيوزيلندا الماوري |                      | 1 (2003)             |                            |
| قالب:Rlw-l                                          |                      |                      | 4 (2008، 2013، 2017، 2021) |
| جزر المحيط الهادئ                                   |                      |                      | 1 (2008)                   |
| قالب:Rlw-l                                          |                      |                      | 1 (2013)                   |
| قالب:Rlw-l                                          |                      |                      | 1 (2017)                   |
| قالب:Rlw-l                                          |                      |                      | 1 (2021)                   |

## التغطية الإعلامية
| السنة | الدولة              | المذيع     | المباريات                |
| ----- | ------------------- | ---------- | ------------------------ |
| 2017  | أستراليا            | شبكة سفن   | جميع المباريات 12 مباشرة |
| 2017  | نيوزيلندا           | سكاي سبورت | جميع المباريات 12 مباشرة |
| 2017  | بابوا غينيا الجديدة | إم تي في   | جميع المباريات 12 مباشرة |
| 2021  | المملكة المتحدة     | بي بي سي   | جميع المباريات 15 مباشرة |

## طالع
- كأس العالم للرجبي للسيدات